# Trận Dương Thành
Trận Dương Thành (chữ Hán: 陽城之戰; Dương Thành chi chiến) là một trận chiến giữa hai lãnh chúa, đồng thời cũng là hai anh em, Viên Thiệu và Viên Thuật, vào năm 191 vào cuối thời Đông Hán. Mặc dù Tôn Kiên, một thuộc hạ danh nghĩa của Viên Thuật, đã thành công đánh lui được lực lượng Đổng Trác và chiếm được kinh đô Lạc Dương, tuy nhiên, trong liên minh các chư hầu đã xuất hiện rạn nứt và không thể hỗ trợ cho Tôn Kiên đi đến thắng lợi cuối cùng. Đã thế, hai anh em, đồng thời cũng là 2 quân phiệt hùng mạnh nhất trong liên minh, là Viên Thiệu và Viên Thuật, lại trở mặt tấn công để giành địa bàn của nhau. Quân của Viên Thiệu, dưới sự chỉ huy của Chu Ngung (周喁), ban đầu đã chiếm được ưu thế trước quân của Tôn Kiên, tuy nhiên sau đó nhưng đã bị Tôn Kiên phản công đánh lui. Trận chiến giữ vai trò quan trọng trong lịch sử Trung Quốc đánh dấu liên minh chống lại Đổng Trác tan rã, mở đầu cục diện quân phiệt hỗn chiến dẫn đến thời kỳ Tam Quốc phân tranh.

## Bối cảnh
Vào năm 190, các chư hầu có thế lực đã thành lập một liên minh chống lại Đổng Trác, người đang kiểm soát triều đình và khống chế Hán Hiến Đế. Viên Thiệu được tôn làm lãnh đạo liên minh. Thái thú Trường Sa thuộc Kinh châu là Tôn Kiên cũng hưởng ứng liên minh, dẫn quân tiến về phía bắc để hợp sức với Viên Thuật, cũng là một thành viên tham gia liên minh. Viên Thuật đã tôn Tôn Kiên làm Phá Lỗ tướng quân (破虜將軍), giữ chức Thứ sử Dự châu (豫州刺史), và cử Tôn Kiên tấn công Đổng Trác tại kinh đô Lạc Dương. Trải qua nhiều lần giao chiến, cuối cùng Tôn Kiên cũng đánh bại được lực lượng của Đổng Trác, khiến Đổng Trác phải đốt cháy Lạc Dương và buộc người dân nơi đây phải di chuyển đến Trường An, nơi đặt kinh đô mới. Tuy chiếm được kinh đô Lạc Dương đống đổ nát, nhưng Tôn Kiên không thể duy trì về mặt quân sự vì giữa các chư hầu bắt đầu xuất hiện rạn nứt và không ai có ý định hỗ trợ ông phát huy chiến quả. Tôn Kiên thất vọng, bèn rút quân khỏi Lạc Dương và đi về phía nam.
Viên Thuật, vốn bất mãn với người anh em Viên Thiệu của mình, từng sỉ nhục Viên Thiệu không phải là máu mủ của nhà họ Viên ta. Điều này làm mâu thuẫn giữa hai anh em càng trầm trọng. Năm 191, Viên Thiệu bổ nhiệm một thuộc hạ của mình là Chu Ngung (周喁) làm Thứ sử Dự châu, vốn đã được Viên Thuật phong cho Tôn Kiên, và cử ông đi tấn công chiếm lấy địa bàn của Tôn Kiên khi Tôn Kiên không có ở đó.
Chu Ngung quyết định tấn công Dương Thành thuộc Dĩnh Xuyên (phía đông nam của Đăng Phong, Hà Nam ngày nay). Nơi đây, Tôn Kiên từng dựng một tiền đồn để phòng ngừa các cuộc tấn công có thể xảy ra từ phía tây của Đổng Trác sau khi Tôn Kiên rời khỏi Lạc Dương. Mặc dù Dương Thành thuộc Dự châu, nhưng nó cũng nằm trong phạm vi ảnh hưởng của Viên Thiệu ở Ký châu (冀州), và do đó, nó là mục tiêu hợp lý cho tham vọng bành trướng địa bàn của Viên Thiệu. 

## Trận chiến
Tôn Kiên hoàn toàn bất ngờ về cuộc tấn công Dương Thành từ phía đồng minh trên danh nghĩa. Khi hay tin về cuộc tấn công, Tôn Kiên thở dài và than rằng:
Cùng dấy nghĩa  binh, cứu giúp xã tắc. Giặc phản đánh phá đều như thế, ta nên cùng ai đánh giết đây!

Nói xong thì rơi nước mắt.
Ở phía Bắc, quân phiệt Công Tôn Toản về phe với Viên Thuật và cử em họ là Công Tôn Việt dẫn 1.000 kỵ binh đến hỗ trợ cho Tôn Kiên để tái chiếm Dương Thành. Tuy nhiên, Công Tôn Việt sớm tử trận. Bất chấp những thất bại, Tôn Kiên nhanh chóng phục hồi và đánh bại Chu Ngung trong những lần giao chiến sau đó. Bên cạnh đó, Viên Thuật cũng dẫn quân tấn công về phía đông nam vào quân của Chu Ngang (周昂), anh trai của Chu Ngung, ở Cửu Giang, buộc Chu Ngung phải từ bỏ Dương Thành để đến giúp anh mình. Tại đây, Chu Ngung lại bị đánh bại và ông phải từ bỏ chiến dịch để trở về quê hương Cối Kê (nay là Thiệu Hưng thuộc Chiết Giang).

## Hậu quả
Trận chiến đầu tiên giữa Viên Thiệu và Viên Thuật kết thúc có lợi cho Viên Thuật: lực lượng về phe ông đã giao chiến và đánh bại lực lượng của Viên Thiệu ở cả Dương Thành và Cửu Giang, khôi phục lại vị trí ở Dĩnh Xuyên dưới quyền Tôn Kiên và loại bỏ mối đe dọa của Chu Ngung một lần và mãi mãi mặc dù Cửu Giang vẫn chưa bị chinh phục. Ngược lại, đối với Viên Thiệu, tình hình vô cùng khó khăn: bên cạnh sự thất bại ở phía nam, ông còn bị Công Tôn Toản đe dọa, người cho rằng Viên Thiệu phải chịu trách nhiệm về cái chết của Công Tôn Việt và tuyên chiến với ông, bác bỏ mọi lời phản đối thiện chí của Viên Thiệu. Điều này dẫn đến cuộc đụng độ giữa Viên Thiệu và Công Tôn Toản trong trận Giới Kiều .
Trận chiến Dương Thành là trận chiến đầu tiên trong cuộc xung đột giữa anh em họ Viên, đánh dấu sự khởi đầu của một giai đoạn mới trong cuộc hỗn dẫn đến sự sụp đổ của nhà Hán. Trận chiến được chú ý bởi là dấu mốc quan trọng trong sự tan rã của liên minh chống Đổng Trác khi các lãnh chúa của vùng bình nguyên Hoa Bắc bắt đầu chiến tranh với nhau để giành quyền thống trị cuối cùng của Trung Quốc.